# GCIRS 8*
GCIRS 8* (Galactic Center IRS 8*) är en ung massiv stjärna i stjärnbilden Skytten och belägen i Vintergatans centrum, upptäckt i maj 2006. IRS 8 är en källa till infraröd strålning som identifieras som en bågshock. Stjärnan som orsakade bågchocken har klassificerats som en jättestjärna av spektralklass O5-O6 eller superjätte flera hundratusen gånger så ljusstark som solen. Den uppskattas vara 3,5 miljoner år gammal, även om den, om den är en dubbelstjärna förmodligen skulle vara äldre. Massan uppskattas till ca 38 solmassor.